# Bulgarian Open Challenger 1994
Il Bulgarian Open Challenger 1994 è stato un torneo di tennis facente parte della categoria ATP Challenger Series nell'ambito dell'ATP Challenger Series 1994. Il torneo si è giocato a Sofia in Bulgaria dal 6 al 12 giugno 1994 su campi in terra rossa.

## Vincitori

### Singolare
Martin Sinner ha battuto in finale  Alejandro Aramburu con il punteggio di 6–2, 7–5

### Doppio
Tamer El Sawy /  Tom Kempers hanno battuto in finale  Gábor Köves /  Patrick Mohr con il punteggio di 6–2, 6–7, 6–3